# Ливанский, Владимир Владимирович
Владимир Владимирович Ливанский (28 апреля 1895 или 1897, Новая Ладога, Санкт-Петербургская губерния — 24 августа 1962, Москва) — советский военачальник, генерал-майор артиллерии (28 июля 1945), участник Первой мировой, Гражданской, Советско-финляндской и Великой Отечественной войн.

## Биография
С августа 1916 — по январь 1918 годы служил в Русской императорской армии, с сентября по декабрь 1917 года в Красной гвардии, с июня 1918 года вступил в ряды Рабоче-крестьянской Красной армии.
Окончил:
- в 1916 — команду вольноопределяющихся при 2-й Сибирской артиллерийской бригаде;
- в 1919 — повторные артиллерийские курсы при штабе Западного фронта;
- в 1929 и 1935 годах — артиллерийские Краснознаменные КУКС РККА в городе Детское Село.

После того как в августе 1916 года его призвали на военную службу, был направлен вольноопределяющимся в 132-й отдельный артиллерийский дивизион 2-й Сибирской артиллерийской бригады. Он воевал на Западном фронте и в 1917 году был награжден двумя Георгиевскими крестами и произведен в прапорщики.
В Гражданскую войну он был призван в Рабоче-крестьянскую Красную армию и был назначен командиром взвода артиллерийского парка Псковской дивизии, с октября стал командиром артиллерийского парка 3-го легкого артиллерийского дивизиона.
С октября 1926 года он был командиром артиллерийского дивизиона 167-го стрелкового Замоскворецкого полка 56-й Московской стрелковой дивизии.
В марте 1933 года был назначен помощником начальника артиллерии 1-го стрелкового корпуса Ленинградского военного округа.
Во время советско-финляндской войны 1939—1940 годов находился в должности начальника артиллерии дивизии 1-го стрелкового корпуса, который участвовал в составе 8-й армии, а затем в марте 1940 года был назначен начальником артиллерии корпуса, который в начале 1941 года вошёл в состав 10-й армии Белорусского военного округа.
С 15 сентября по 19 октября 1941 года он исполнял должность начальника артиллерии центрального участка обороны Москвы. В нюне 1943 года был назначен командиром 28-й артиллерийской дивизии прорыва РГК, которая оказывала помощь и поддержку войскам 55-й армии Ленинградского фронта в боях в Колпино. 24 декабря он был назначен на должность заместителя командира — командующего артиллерией 108-го стрелкового корпуса, который был в составе 2-й ударной армии Ленинградского фронта. С января 1944 года корпус в составе войск 42-й армии участвовал в Ленинградско-Новгородской наступательной операции.
С 6 апреля 1944 года он занимал должность заместителя командующего по артиллерии — командующего артиллерией 8-й армии, которая участвовала в Нарвской и Талинской наступательных операциях. С октября он занимал должность командира артиллерией 23-й армии. С16 марта 1945 года он командовал артиллерией 26-й армии, которая участвовала в Венской наступательной операции.
После войны был назначен заместителем командующего артиллерией 2-й ударной армия
17 апреля 1946 года был уволен в запас по болезни. Похоронен на Ваганьковском кладбище в Москве.

## Награды
- 2 Георгиевских креста
- Орден Ленина (21.02.1945);
- 3 Ордена Красного Знамени (19.05.1940; 03.11.1944; 29.06.1945)[2][3]
- Орден Богдана Хмельницкого I степени (28.04.1945)[4];
- Орден Кутузова II степени (21.02.1944)[5][6];
- Орден Красной Звезды (12.11.1943)
- Медаль «XX лет Рабоче-Крестьянской Красной Армии» (22.02.1938);
- Медаль «За победу над Германией в Великой Отечественной войне 1941—1945 гг.» (09.05.1945)[7];
- Медаль «За оборону Ленинграда» (22.12.1942)[8];
- Медаль «За оборону Москвы» (01.05.1944).